# Ada Dondini
Ada Dondini, née à Cosenza le 18 mars 1883  et morte à Chieti le 3 janvier 1958, est une actrice italienne. Elle a joué dans 48 films entre 1916 et 1954.

## Biographie
Ada Dondini est la fille des acteurs  Achille Dondini et Rosa Ingargiola. Elle débute au théâtre au cours des années 1920 en jouant le rôle de « femme amoureuse » dans d'importantes troupes théâtrales comme celles d'Armando Falconi et Ruggero Ruggeri. Au cours des années, son physique changeant, elle joue le rôle de femmes « bien portantes  » dans les  compagnies Palmer-Stival et en 1938 et la Falconi-Besozzi-Ferrati, jouant en italien : La signorina mia madre, une adaptation de Mademoiselle ma mère de  Louis Verneuil.
Au cours des années 1930, Ada Dondini est présente aussi au cinéma, jouant le rôle de nobles dames cyniques et tendres gouvernantes, vieilles filles et mères tolérantes.
En 1941, elle interprète probablement soon rôle le plus réussi, celui de la marquise Maironi dans le film Le Mariage de minuit (titre original italien : Piccolo mondo antico de Mario Soldati. 
Après la Seconde Guerre mondiale elle joue dans des films secondaires. Ses rôles les plus importants étant ses apparitions dans les aux côtés de Totò, dirigée par Mario Mattoli.

## Filmographie partielle

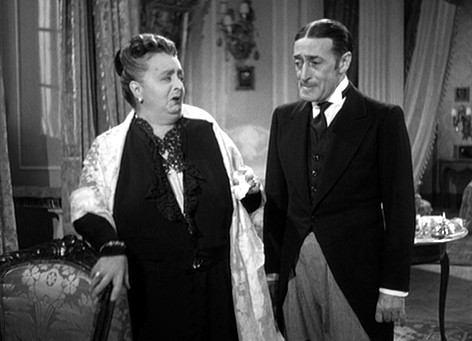
Ada Dandini et Totò dans Deux Légionnaires au harem (1950).

- 1931 : Vous que j'adore (Rubacuori) de Guido Brignone
- 1935 : Amo te sola de Mario Mattoli
- 1941 : 
  - Le Mariage de minuit (titre original   italien : Piccolo mondo antico) de  Mario Soldati
  - Leçon de chimie à neuf heures (titre original italien : Ore 9 lezione di chimica) de Mario Mattoli
- 1942 : 
  - Des violettes dans les cheveux (Violette nei capelli) de  Carlo Ludovico Bragaglia
  - Malombra de Mario Soldati
- 1943 : 
  - C'e sempre un ma! de Luigi Zampa
  - La valle del diavolo de Mario Mattoli
- 1944 : 
  - Zazà de Mario Castellani
  - Circo equestre Za-bum de Mario Mattoli
- 1945 : 
  - Sept femmes, sept destins (Nessuno torna indietro) d'Alessandro Blasetti
  - L'Innocent Casimir (L'innocente Casimiro) de Carlo Campogalliani
- 1948 : Arènes en folie (Fifa e arena) de Mario Mattoli
- 1950 : 
  - Fra Diavolo (Donne i briganti) de Mario Soldati
  - Deux Légionnaires au harem (Totò sceicco) de Mario Mattoli
- 1951 : Le Trésor maudit (Incantesimo tragico) de Mario Sequi
- 1953 : Les Héros du dimanche  (titre original  italien : Gli eroi della domenica) de  Mario Camerini
- 1956 : Questa è la vita de  Aldo Fabrizi,  Giorgio Pàstina, Mario Soldati et Luigi Zampa.